# Olivier Klein (dirigeant)
 (janvier 2021).
 (novembre 2022).
Pour les articles homonymes, voir Olivier Klein (homonymie) et Klein.
Olivier Klein, né le 15 juin 1957 à Paris, est un chef d’entreprise et économiste français.

## Biographie

### Formation
Olivier Klein est licencié en sciences économiques de l’université Panthéon-Sorbonne. Il est diplômé de l’École nationale de la statistique et de l'administration économique (ENSAE) et du cycle d'études supérieures en finance de d'HEC.

### Carrière
Olivier Klein intègre la BFCE en 1985,.
Il crée, puis filialise, la banque d’affaires de la BFCE. En 1996, il fait partie de l’équipe chargée de superviser la fusion du Crédit national et de la BFCE, qui forme Natexis.
En 1998, il entre dans le Groupe Caisse d'épargne. En 2007, Olivier Klein est chargé de la fusion de la Caisse d’épargne des Alpes et celle de Rhône-Alpes Lyon. À partir de cette fusion, il devient président du directoire de la nouvelle Caisse Rhône Alpes.
Début 2010, Olivier Klein devient directeur général et membre du directoire de BPCE, responsable de la banque commerciale et de l’assurance. En parallèle de cette activité, il est membre du conseil d’administration de Natixis, de la CNP et Président du conseil de surveillance de la Banque Palatine.
Le 17 septembre 2012, il prend la tête de la BRED en tant que Directeur général. Il préside au développement de la présence internationale de la BRED, notamment en Asie et dans le Pacifique. Sous sa direction le produit net bancaire de la BRED a augmenté de 70%. La BRED a vu ses bénéfices presque tripler au cours de son mandat, en s’établissant à 507 millions d’euros an en 2022, et son coefficient d’exploitation passer de 67% à 54%, des résultats record,.
Le 18 septembre 2023, Olivier Klein est nommé directeur général de Lazard Frères Banque, et associé-gérant,.

### Enseignement
Olivier Klein est professeur affilié à HEC depuis 1985. Il est co-responsable de la majeure « Economics and Finance » et du mastère spécialisé du même nom.

## Autres Mandats
- En janvier 2018, il succède à Philippe Jurgensen à la tête de la Section française de la Ligue européenne de coopération économique[16].

## Publications
Olivier Klein est l'auteur de l'ouvrage Crises et mutations : petites leçons bancaires.

## Distinctions
Chevalier de la Légion d'honneur 1er janvier 2021. Distingué pour son investissement au service de l’intérêt général.